# احتفالات بنجابية
الاحتفالات البنجابية هي مجموعة متنوعة من الاحتفالات المبهجة التي يشارك فيها البنجابيون في باكستان والهند والجالية البنجابية المنتشرة في جميع أنحاء العالم. البنجابيون هم مجموعة متنوعة من الأشخاص ذوي خلفيات دينية مختلفة تؤثر في الاحتفالات التي يشاركون فيها. وفقًا لتقديرات عام 2007، يبلغ إجمالي عدد المسلمين البنجابيين حوالي 90 مليون شخص (حوالي 75% من إجمالي البنجابيين)، حيث يتبع 97% من البنجابيين الذين يعيشون في باكستان الإسلام، على عكس الـ 30 مليون بنجابيًا سيخًا وبنجابيًا هندوسًا الذين يعيشون بشكل رئيسي في الهند.
المسلمون البنجابيون عادةً ما يحتفلون بالمهرجانات الإسلامية، ولا يحتفلون بالمهرجانات الهندوسية أو السيخية الدينية، وفي باكستان تعترف العطلات الرسمية فقط بالمهرجانات الإسلامية. بينما السيخ والهندوس البنجابيين عادةً ما لا يحتفلون بهذه المهرجانات، وبدلاً من ذلك يحتفلون بالمهرجانات التاريخية مثل لوهري، باسانت، وفيساخي كمهرجانات فصلية. وتُعتبر مهرجانات السيخ والهندوس عطلات رسمية إقليمية في الهند، كما هي المهرجانات الإسلامية الرئيسية. تشمل مهرجانات البنجابيين الفصلية الأخرى في الهند مثل تيجون (تييان) وماغهي. تُعرف تييان أيضًا باسم مهرجان النساء، حيث يستمتعن به مع صديقاتهن. في يوم ماغهي، يقوم الناس بطيران الطيارات وتناول طبقهم التقليدي الخيتشدي.
المهرجانات الإسلامية لدى البنجابيين المسلمين تُحدد وفقًا للتقويم الهجري الليلي الإسلامي، ويكون تاريخها أقدم بمقدار 10 إلى 13 يومًا من عام إلى عام. أما المهرجانات الفصلية لدى البنجابيين الهندوس والسيخ، تُحدد وفقًا لتواريخ محددة في التقويم الهندوسي الليلي الشمسي (بيكرامي) أو التقويم البنجابي، وعلى الرغم من أن تاريخ المهرجان يتغير عادة في التقويم الميلادي، إلا أنه يظل ضمن نفس شهرين ميلاديين.
بعض المسلمين البنجابيين يشاركون في المهرجانات التقليدية والفصلية في منطقة البنجاب، مثل بايساخي وباسانت، وإلى حد أقل في لوهري، ولكن هذا يثير جدلاً. حاول بعض العلماء الإسلاميين وبعض السياسيين منع هذه المشاركة بسبب الأساس الديني للمهرجانات البنجابية، ولأنهم يعتبرونها حرام (محرمة في الإسلام).

## المهرجانات البوذية
البوذيون البنجابيون هم أقلية في البنجاب، الهند. في إقليم البنجاب في باكستان، لا يكاد يذكر السكان البوذيون.
يحتفل البوذيون البنجابيون بمهرجانات مثل بوذا جايانتي.

## الأعياد المسيحية
المسيحيون هم أقلية في باكستان، حيث يشكلون حوالي 2.3% من السكان، على عكس 97.2% من المسلمين. في ولاية البنجاب الهندية، يشكل المسيحيون حوالي 1.1% من إجمالي سكانها، بينما تشكل الغالبية الساحقة للسكان سيخًا وهندوسًا. يحتفل المسيحيون البنجابيون بعيد الميلاد للاحتفال بولادة يسوع. في البنجاب، باكستان، يقوم الناس بالبقاء مستيقظين حتى وقت متأخر يغنون خدمات تراتيل عيد الميلاد باللغة البنجابية. يحضر الناس الكنائس في أماكن مثل مناطق جورداسبور وأمرتسار وجالاندهار وهوشياربور في ولاية البنجاب، الهند، التي تحتوي على نسبة عالية من المسيحيين، للمشاركة في احتفالات عيد الميلاد. يحتفل المسيحيون أيضًا بعيد الفصح من خلال المشاركة في العروض الموكبية.

## المهرجانات الهندوسية

### بافان دفاداسي
بافان دفاداسي هو مهرجان مخصص لإله الهندو الفامانا. يُقام المهرجان خلال الشهر الليلي بهادرا. يقول سينغ في كتابه للـتريبيون في عام 2000 إن "تيبري، النسخة المحلية من الدانديا في ولاية جوجارات وسمة من سمات مناطق باتيالا وأمبالا، تفقد شعبيتها. أصبحت أداؤها مقتصرًا الآن على مناسبات بافان دفاداسي". وفقًا لسينغ (2000)، "بافان دفاداسي هو مهرجان محلي يحتفل به فقط في مناطق باتيالا وأمبالا. في أي مكان آخر، الناس ليسوا على دراية به. الآن، يتم أداء تيبري خلال هذا المهرجان فقط." يقول سينغ بعد ذلك إن بافان دفاداسيi "هو للاحتفال بانتصار اللورد فيشنو، الذي بصورة قزم خدع راجا بالي لمنحه ثلاث أماني، قبل أن يتحول إلى عملاق ليأخذ الأرض والسماء وحياة بالي". تُعقد مسابقات تيبري خلال المهرجان. يرقص الراقصون في أزواج، يضربون العصي ويخلقون إيقاعًا بينما يحملون حبالًا.

### ركشا باندان
ركشا باندان، أو ركشاباندهان، أو راخي، هو طقوس سنويّة هندوسية تقليدية شهيرة، وهو جزء أساسي من مهرجان يحمل نفس الاسم، يحتفل به في الهند ونيبال وأجزاء أخرى من جنوب الهند، وبين الناس في جميع أنحاء العالم تحت تأثير الثقافة الهندوسية. في هذا اليوم، تقوم الأخوات من جميع الأعمار بربط تميمة أو عقدة تسمى "الراخي" حول معصم إخوتهن، رمزياً لحمايتهم، متلقيات هدية في المقابل، ومستثمرات تقليدياً إخوتهن بحصة من المسؤولية المحتملة لرعايتهم.
يُحتفل بركشا باندان في اليوم الأخير من شهر شراوان في التقويم الهندوسي الليلي، والذي يتساقط عادة في أغسطس. تُطبق التعبير "ركشا باندان"، باللغة السنسكريتية، حرفيًا "رابط الحماية، أو الالتزام، أو الرعاية"، على هذا الطقس بشكل رئيسي الآن. حتى منتصف القرن العشرين، كان يُطبق التعبير بشكل أكثر شيوعًا على طقوس مماثلة، تُقام أيضًا في نفس اليوم، وتمتلك سابقة في النصوص الهندوسية القديمة. في هذا الطقس، يربط الكاهن المحلي تمائم أو تعويذات أو خيوط على معاصم رعاياه، أو يغير خيوطهم المقدسة، ويتلقى هدايا نقدية في المقابل، وفي بعض الأماكن، ما زالت هذه الممارسة قائمة. وعلى النقيض من ذلك، كان لدى مهرجان الأخت والأخ، الذي يعود أصله إلى الثقافة الشعبية، أسماء متنوعة حسب الموقع، حيث يُطلق عليها بعض الأماكن أسماء مثل سالونو، سيلونو، وراكري. وكانت من بين الطقوس المرتبطة به وضع الأخوات لأشجار الشعير خلف أذني أخوتهن.
لركشا باندان أهمية خاصة للنساء المتزوجات، حيث ينبع جذوره من تقاليد الاستنتاج الترابي أو القروي، حيث تتزوج العروس خارج قريتها الأصلية، ووفقًا للعرف، لا يقوم والديها بزيارتها في بيتها المتزوج. في شمال الهند الريفية، حيث يسود بشكل قوي تقاليد الاستنتاج القروي، يسافر عدد كبير من النساء الهندوس المتزوجات إلى بيوت والديهن كل عام للاحتفال بالمناسبة. يقوم إخوتهن، الذين يعيشون عادة مع الوالدين أو بالقرب منهم، أحيانًا بالسفر إلى منازل أخواتهم المتزوجات لمرافقتهن عائدين. وغالبًا ما تصل النساء المتزوجات الصغيرات بضعة أسابيع مبكرًا إلى منازل والديهن وتبقى حتى انتهاء الاحتفال. يكون إخوتهن وسطاء مدى الحياة بين بيوتهن المتزوجة وبيوت والديهن، وكذلك مسؤولين محتملين لأمانهن.
في المناطق الحضرية في الهند، حيث تزداد نواة العائلات، أصبح المهرجان أكثر رمزية، لكنه لا يزال يحظى بشعبية كبيرة. انتشرت الطقوس المرتبطة بهذا المهرجان خارج مناطقهم التقليدية وتحولت من خلال التكنولوجيا والهجرة والأفلام والتفاعل الاجتماعي والترويج من قبل الهندوسية، وكذلك من قبل الدولة القومية.
فيما بين النساء والرجال الذين ليسوا أقارب بالدم، هناك أيضًا تقليد محول للعلاقات القرابية الطوعية، تحقق من خلال ربط تمائم ركشا، والتي تجاوزت خطوط الطبقة والطبقة، والانقسامات بين الهندوس والمسلمين. في بعض المجتمعات أو السياقات، يمكن تضمين شخصيات أخرى، مثل الأم الروحية، أو شخص في سلطة، في الحفل كاعتراف طقوسي بعطائهم.

### كريشنا جانماشتامي
كريشنا جانماشتامي، المعروف أيضًا باسم جانماشتمي أو جوكولاشتمي، هو مهرجان هندوسي سنوي يحتفل بولادة كريشنا، الإنسان الثامن لفيشنو. يتم مراقبته وفقًا للتقويم الهندوسي الليلي، في اليوم الثامن (أشتامي) من كريشنا باكشا (النصف الظلامي) في شراوان أو بهادراباد (تبعًا لما إذا كان التقويم يختار يوم الهلال الجديد أو يوم القمر الكامل كآخر يوم للشهر)، والذي يتزامن مع أغسطس أو سبتمبر في التقويم الميلادي.
إنه مهرجان هام، خاصة في تقليد الفيشنافية للهندوسية. تشمل احتفالات جانماشتمي عروضًا لرقص ودراما تقوم على حياة كريشنا وفقًا لـ "بهاجافاتا بورانا" (مثل راسا ليلا أو كريشنا ليلا)، والغناء التكريمي خلال منتصف الليل عندما وُلد كريشنا، والصيام (أوبافاسا)، والسهر (راتري جاغاران)، ومهرجان (ماهوتساف) في اليوم التالي. يتم الاحتفال به بشكل خاص في ماثورا وفريندافان، إلى جانب المجتمعات الهندوسية وغير المذهبية الكبيرة الموجودة في منطقة منيبور، أسام، بيهار، بنغال الغربية، أوديشا، ماديا براديش، راجستان، غوجارات، ماهاراشترا، كارناتاكا، كيرالا، تاميل نادو، أندرا براديش وجميع الولايات الأخرى في الهند.
يتبع كريشنا جانماشتامي مهرجان ناندوتساف، الذي يحتفل بالمناسبة التي وزعت فيها ناندا بابا الهدايا على المجتمع تكريما للولادة.

### ماهاشيفراتري
مها شيفاراتري هو ليلة شيفا العظيمة، حيث يقوم أتباع شيفا بمراقبة الصيام الديني وتقديم أوراق البيلفا (بيلفا) إلى شيفا. يُحتفل بمهرجان ماها شيفاراتري، أو "ليلة شيفا"، بتفان وحماس ديني تكريمًا للرب شيفا، وهو واحد من أقداس الهندو ترينيتي. يحدث شيفاراتري في الليلة الرابعة عشرة من القمر الجديد في شهر فالجون (فبراير - مارس).
خلال احتفال شيفاراتري، يقوم المؤمنون بصيام النهار والليل وأداء العبادة الطقسية لشيفا لتليين رضا الرب شيفا. ولتحديد مهرجان شيفاراتري، يستيقظ المؤمنون باكرًا ويأخذون حمامًا طقسيًا، يفضل في نهر الغانجا. بعد ارتداء ملابس جديدة نظيفة، يزور المؤمنون أقرب معبد شيفا لإعطاء حمام طقسي لشيفا لينجوم بالحليب والعسل والماء، إلخ.
في شيفاراتري، تستمر عبادة الرب شيفا طوال النهار والليل. كل ثلاث ساعات، يقوم الكهنة بأداء طقوس بوجا للشيفا لينجوم بغمسه في الحليب والزبادي والعسل والسمن والسكر والماء بين همس "أوم ناماه شيفايا" ورنين أجراس المعبد. يُلاحظ أيضًا جاجران (السهرة على مدار الليل) في معابده، حيث يقضي عدد كبير من المؤمنين الليلة في غناء التراتيل والأناشيد الدينية تحية للرب شيفا. إنه فقط في الصباح التالي يكسر المؤمنون صومهم عن طريق تناول براساد المقدم للإله.

### هولي
هولي هو مهرجان الألوان الهندوسي الربيعي الذي يتم الاحتفال به من خلال إلقاء الألوان على بعضها البعض.. يتم الاحتفال بالمهرجان في يوم اكتمال القمر لشهر فالجونا للتقويم الهندوسي. يتم الاحتفال بالمهرجان بشكل أساسي من قبل الهندوس والسيخ.
في ولاية البنجاب الهندية، سبقت هولي هوليكا داهان في الليلة السابقة. في يوم هولي، ينخرط الناس في إلقاء الألوان على بعضهم البعض.
خلال هولي في البنجاب، يتم تعزيز الجدران وساحات الفناء في المنازل الريفية برسومات ولوحات مشابهة للرانجولي في جنوب الهند، والماندانا في راجاستان، والفنون الريفية في أجزاء أخرى من الهند. يُعرف هذا الفن باسم شوك بورانا أو تشوكبورانا في البنجاب ويتم إعطاؤه الشكل من قبل النساء الفلاحات في الولاية. في الفناء، يتم رسم هذا الفن باستخدام قطعة قماش. يشمل الفن رسم زخارف الأشجار والزهور والسراخس والزواحف والنباتات والطاووس والبالانكوينز والأنماط الهندسية جنبًا إلى جنب مع الخطوط الرأسية والأفقية والمائلة. تضيف هذه الفنون إلى الأجواء الاحتفالية.

### سانجي
تُحتفل سانجهي أساسًا بواسطة النساء والفتيات في أجزاء من دلهي والبنجاب وهاريانا وأتر برديش. سانجهي هو اسم لإلهة الأم، يُصنع بعدها صور من الطين ويُشكل إلى أشكال مختلفة مثل الأجسام الكونية أو وجه الإلهة، وتحصل على ألوان مختلفة. يقوم حرفيو الفخار المحليون بصنع صور لأجزاء الجسم المختلفة مثل ذراعيها وساقيها ووجهها المزين بالحلي والأسلحة. تجعل هذه الإضافات الصورة تبدو جميلة ورشيقة. تعتمد الإضافات إلى الصورة بهذه الطريقة على الوسائل الاقتصادية للعائلة.
يتم تصميم الصورة في اليوم الأول من تسعة أيام من عيد دورجا بوجا أو نافراتري. يتم دعوة النساء من الحي للمشاركة في غناء البهجات وأداء الآراتي. تجتمع الفتيات الصغيرات أيضًا هناك وتقدم تعظيمها للأم التي يُعتقد أنها ستجلب لهن أزواجًا مناسبين. تُردد الآراتي أو البهجات يوميًا وتقوم امرأة مسنة بتوجيه الآخرين. وغالبًا ما تكون هذه فعالية خاصة بالإناث. تُعد صورة سانجهي على الحائط من قبل العائلات التي تسعى لتحقيق أمانيها، والتي يُطلق عليها في اللغة البنجابية "منات". يبحث بعض الناس أيضًا عن بركاتها لزواج بناتهم. يُقيم كيرتان وتُغمر الصورة في الماء في اليوم الأخير. ينتهي مهرجان سانجهي بتغمير سانجهي في يوم دوسيرا. تقدم الفتيات الصلوات والطعام للإلهة يوميًا.

### ماغي
ماغي هو الاسم الإقليمي لـماكار سانكرانتي أو ماغ سانكرانتي ويمثل بداية شهر ماجا من التقويم الهندوسي. بينما يتجمع الهندوس بالقرب من ماندير. تم ذكر ماجا ميلا، وفقًا لديانا إل إيك - الأستاذة في جامعة هارفارد المتخصصة في علم الإندولوجيا، في الملحمة الهندوسية، مٲهابهارٲتا، وبالتالي وضع هذا المهرجان في حوالي 2000 عام. يذهب الكثيرون إلى الأنهار المقدسة أو البحيرات ويستحمون مع الشكر للشمس. يصادف أن يكون ماجي هو اليوم الذي قام فيه بهشما، زعيم كورافاس الثمانيني، بتقويض روحه من عبودية الجسد، من خلال فعل الإرادة الواعي بعد تثبيط أيام عديدة عن ألغاز الحياة والموت.